# Frei Galvão

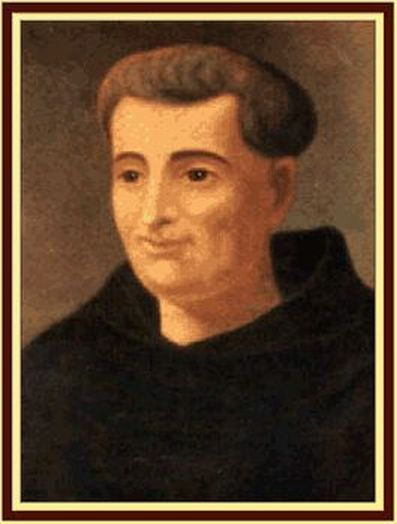
Frei Galvão

Antônio de Sant’Ana Galvão, genannt: Frei Galvão (Bruder Galvão), geboren als Antônio Galvão, (* 1739 in Guaratinguetá, São Paulo; † 23. Dezember 1822 in São Paulo) war ein brasilianischer Franziskaner (OFM) und ist Heiliger der römisch-katholischen Kirche. Am 11. Mai 2007 wurde er als erster Brasilianer durch Papst Benedikt XVI. heiliggesprochen.

## Leben
Antônio Galvão trat als 13-Jähriger in das Kleine Seminar der Jesuiten in Belém de Cachoeira, unweit von Cachoeira, ein. 1760 trat er in das Franziskanerkloster in São Paulo ein. Im Konvent São Boaventura de Macacu in Itaboraí absolvierte er sein Noviziat. Fortan hieß er mit Ordensnamen Antônio de Sant’Ana; weil seine Familie die heilige Anna verehrte, wählte er sie zur Patronin. Mit 23 Jahren wurde er in der Kirche des Konventes Santo Antônio am Largo da Carioca in Rio de Janeiro zum Priester geweiht.
Danach verbrachte er sein ganzes Leben als Seelsorger in São Paulo und widmete sich besonders der Hilfe für die Armen. 1774 gründete er das Mosteiro da Luz (Kloster des Lichtes), was unter den herrschenden politischen Strömungen (Verbot der Jesuiten, Verbot von Bauvorhaben der Kirche) nicht einfach war. 1822, dem Jahr, in dem Brasilien unabhängig wurde, starb Frei Galvão. Er wurde im Mosteiro da Luz beigesetzt.

## Verehrung, Seligsprechung und Heiligsprechung
Jahr für Jahr kommen Hunderttausende Pilger zum Mosteiro da Luz, um an seinem Grab zu beten.
1998 wurde Antônio Galvão von Papst Johannes Paul II. seliggesprochen. Seine Heiligsprechung durch Papst Benedikt XVI. am 11. Mai 2007 vor etwa 800.000 Gläubigen war die erste Heiligsprechung eines gebürtigen Brasilianers und die erste Heiligsprechung, die Papst Benedikt XVI. während einer Auslandsreise persönlich vornahm.